# دینا لوهان
دینا لوهان (انگلیسی: Dina Lohan؛ زادهٔ ۱۵ سپتامبر ۱۹۶۲) یک هنرپیشه اهل ایالات متحده آمریکا است. وی از سال ۱۹۹۸ میلادی تاکنون مشغول فعالیت بوده‌است.